# Loïc Korval
Loïc Korval, (* 15. květen 1988 Nogent-sur-Marne, Francie) je francouzský zápasník – judista. Jeho rodiče pochází z karibského ostrova Guadeloupe.

## Sportovní kariéra
Vyrůstal v Neuilly-en-Thelle. Judu se začal věnovat ve 14 letech v Amiens, kde studoval na internátní škole. Jeho první učitelkou byla Cathy Fleuryová. Do reprezentace se dostal v roce 2009 ještě jako člen klubu Oise Picard. V roce 2010 následoval přestup do profesionálního klubu A.C.B.B.. Jeho osobním trenérem je Philippe Taurines.
Jeho nadějný vstup na mezinárodní scénu v roce 2010 přibrzdila zranění a jeho neukázněná povaha. V roce 2013 měl například vážné problémy s úřady za sražení policisty, který ho chtěl legitimovat za rychlou jízdu. Koncem února 2015 ho Francouzská judistická federace (FFJDA) potrestala 10 měsíčním zákazem startu zpětně od 22. října 2014 do 22. srpna 2015 za vyhýbání se dopingovým komisařům v období 2013 a 2014. Tento trest akceptoval s vědomím, že nepřijde o olympijské hry 2016 v Rio de Janeiru. V následujícím měsíci březnu mu však francouzská antidopingová agentura (AFLD) natvrdo zakázala start na dva roky. S tímto verdiktem nesouhlasil, obrátil se na sportovní arbitráž, a protože trest nenabyl právní moci, mohl se dále účastnit judistických soutěží. V dubnu 2016 po ročních tahanicích mu soud snížil trest na jeden rok s platností od 10. září 2015. AFLD se na základě tohoto rozhodnutí odvolala a tento právně složitý případ stále není u konce. Korval nakonec přišel kvůli sporu s AFLD o jeden bod o přímý postup na olympijské hry v Riu.

### Vítězství
- 2009 – 1x světový pohár (Tallinn)

## Výsledky
| Turnaj             | 2010           | 2011           | 2012           | 2013           | 2014           | 2015           |
| Turnaj             | 22             | 23             | 24             | 25             | 26             | 27             |
| Turnaj             | pololehká váha | pololehká váha | pololehká váha | pololehká váha | pololehká váha | pololehká váha |
| ------------------ | -------------- | -------------- | -------------- | -------------- | -------------- | -------------- |
| Mistrovství světa  | 3.             | —              |                | —              | 5.             |                |
| Evropské hry       |                |                |                |                |                | 2.             |
| Mistrovství Evropy | úč.            | —              | —              | —              | 1.             | 2.             |